# گروه فیاتای
گروه فیاتای (انگلیسی: Phyathai Group) شرکت مراقبت سلامت تایلندی است، که در سال ۱۹۹۹ تأسیس شد.